# 1962 في سويسرا
فيما يلي قوائم الأحداث التي وقعت خلال عام 1962 في سويسرا.

## رياضة
- 1 يناير – الألعاب الجامعية الشتوية 1962

## مواليد

### يناير
- 4 يناير – هاينز إيمبودين درّاج طريق سويسري.

### مارس
- 25 مارس – اريك كريس مصوّر سينمائي دنماركي.[1]

### أبريل
- 28 أبريل – مايك غوتمان درّاج طريق سويسري.

### يونيو
- 10 يونيو – فنسنت بيريز ممثل سويسري.

### يوليو
- 6 يوليو – كريستوفر تشابلن ممثل بريطاني.[2]
- 27 يوليو – ساندرا غاسر منافِسة أوليمبية سويسرية.[3]

### أغسطس
- 26 أغسطس – طارق رمضان مفكر سويسري.[4]

### سبتمبر
- 19 سبتمبر – برونو تودستشيني[5]

### أكتوبر
- 19 أكتوبر – غيدو ينتربرغ دراج سويسري.

### ديسمبر
- 1 ديسمبر – إستر غريثر

## وفيات

### مارس
- 24 مارس – أوغوست بيكارد (مواليد 1884) فيزيائي سويسري.[6]

### يونيو
- 19 يونيو – فولكمار أندريا (مواليد 1879)